# Tetralonia fraterna
Tetralonia fraterna là một loài Hymenoptera trong họ Apidae. Loài này được Friese mô tả khoa học năm 1911.